# Eupithecia virgata
Eupithecia virgata là một loài bướm đêm trong họ Geometridae.